# Yozgat (provincie)
Yozgat is een provincie in Turkije. De provincie is 14.123 km² groot en heeft 421.200 inwoners (2019). De hoofdstad is het gelijknamige Yozgat.

## Bevolking
Op 1 januari 2019 telde de provincie Yozgat 421.200 inwoners.
| Bevolking | 209.497 | 276.611 | 324.469 | 402.400 | 464.410 | 504.433 | 579.150 | 682.919 | 476.096 | 421.200 |

In 1914 leefden er ongeveer 33.000 Armenen in Yozgat (toen nog onderdeel van Ankara).

## Bestuurlijke indeling

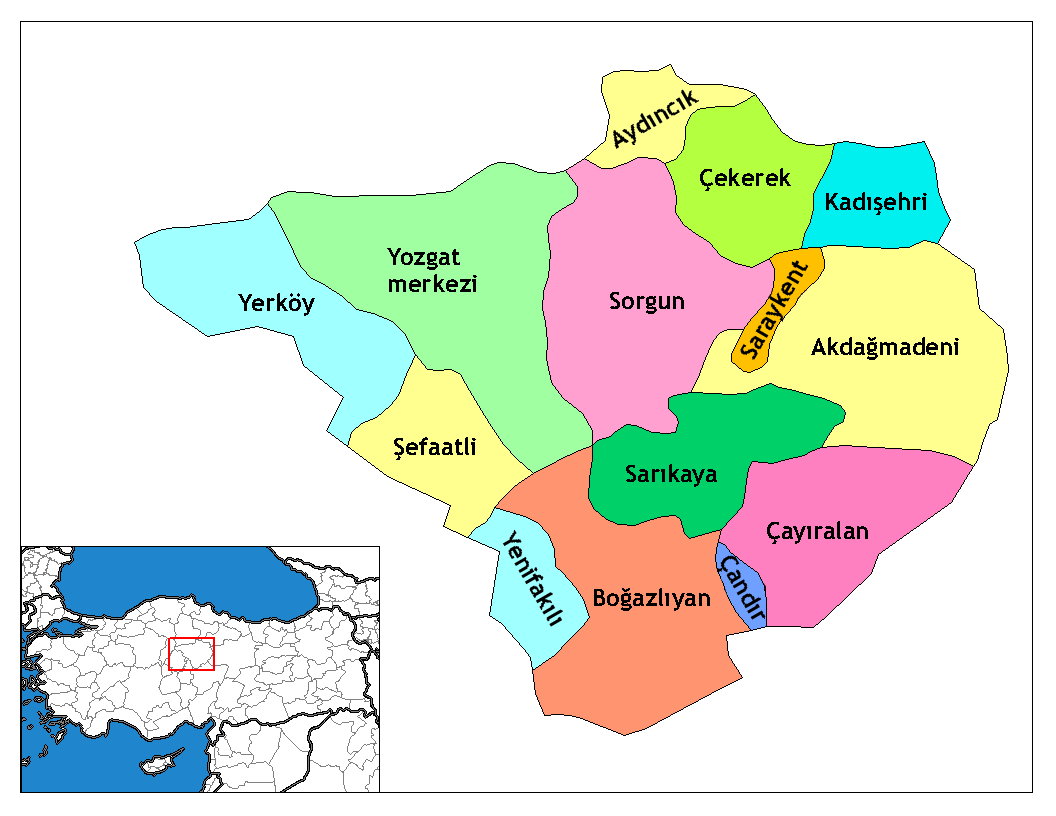
Districten van Yozgat

### Districten
De provincie bestaat uit de volgende 14 districten:
| - Akdağmadeni - Aydıncık - Boğazlıyan | - Çandır - Çayıralan - Çekerek | - Kadışehri - Saraykent - Sarıkaya | - Şefaatli - Sorgun - Yenifakılı | - Yerköy - Yozgat |